# 朱植
朱植（1377年3月24日—1424年6月4日），明太祖第十五子，生母韩妃。初封衛王，後改封遼王。

## 生平
朱植生於洪武十年二月十五日（1377年3月24日）。生母韓氏為高麗美女，姿色嬌美，受明太祖寵愛，被封為妃。洪武十三年（1380年），韓氏又生下女兒含山公主。
洪武十一年（1378年），封衛王，因年幼未之國。洪武二十五年（1392年），改封遼王，並於次年之國遼東廣寧衛（今遼寧省北鎮市）。
因為封地接近東北邊境的緣故，朱植熟習軍旅，屢樹軍功。建文時，燕王朱棣起兵反，朝廷擔心距離朱棣不遠並擁重兵的朱植會支持朱棣，於是召朱植到南京。朱植服從建文帝的命令，從海路來到南京後，被改封到湖廣荊州府（今湖北省荊州市）。朱棣奪得帝位後，埋怨朱植在靖難之變時不支持自己，所以不喜歡他。永樂十年（1412年）削其護衛，只留下軍校廚役三百人供他差使。
永樂二十二年五月初八日（1424年6月4日），朱植去世。九月初一日（9月23日），諡曰簡。長子朱貴煐早卒，次子朱貴烚於十月襲爵。

## 家庭

### 妻
- 郭氏，武定侯郭英女，洪武二十七年（1394年）冊為遼王妃[4]

### 妾
- 丁氏，封遼王次妃，生朱貴𤊐[5]
- 呂氏，封遼王次妃，生朱貴焻、朱貴熡[6][7]
- 謝氏，封遼王夫人，生朱貴㷂、朱貴燏、朱貴燠、朱貴煘[8][9]
- 張氏，追封遼簡王夫人，生朱貴烆[10]
- 薛氏，生朱貴烰[11]
- 趙氏，生朱貴㸎[12]
- 宋氏，生朱貴熠[13]

### 子
- 長子：遼世子朱貴煐
- 第二子：長陽王→遼世子→遼王→庶人朱貴烚
- 第三子：遠安王→庶人朱貴燮
- 第四子：興山王→遼肅王朱貴𤊐
- 第五子：巴東王→庶人朱貴煊
- 第六子：潛江王朱貴
- 第七子：宜都王朱貴燯
- 第八子：松滋安惠王朱貴烆
- 第九子：益陽安僖王朱貴烰
- 第十子：湘陰安僖王朱貴焻
- 第十一子：夭折
- 第十二子：衡陽莊和王朱貴㷂
- 第十三子：夭折
- 第十四子：應山悼恭王朱貴㸎
- 第十五子：宜城康簡王朱貴㸅
- 第十六子：枝江莊惠王朱貴熠
- 第十七子：沅陵恭憲王朱貴燏
- 第十八子：麻陽悼僖王朱貴燠
- 第十九子：衡山恭惠王朱貴煘
- 第二十子：蘄水靖和王朱貴熡

### 女
- 長女：江陵郡主，儀賓趙慶[14]
- 第九女：江華郡主，儀賓王訓
- 第十女：瀘溪郡主，儀賓周英璧
- 第十一女：竹山郡主，儀賓馬文達[15]
- 第十二女：綏寧郡主，儀賓張璡
- 第十三女：桂東郡主，儀賓蔣傑[16]

## 墓葬
洪熙元年（1425年）三月，朱植葬於湖廣荊州府江陵縣八嶺山之原（今湖北省荊州市江陵县八嶺山南麓）。1987年9月至10月，荆州博物馆与江陵县文物局对其墓进行了发掘清理。

### 書目
- 《明史》一百一十七

### 出處
1. ↑  《明太宗實錄》卷271
2. ↑  《明仁宗實錄》卷4
3. ↑  《明仁宗實錄》卷5
4. ↑  《明太祖實錄》卷235
5. ↑  《明憲宗實錄》卷93
6. ↑  《明憲宗實錄》卷48
7. ↑  《明憲宗實錄》卷60
8. ↑  《明英宗實錄》卷330
9. ↑  《明英宗實錄》卷97
10. ↑  《明英宗實錄》卷58
11. ↑  《明英宗實錄》卷165
12. ↑  《明英宗實錄》卷143
13. ↑  《明英宗實錄》卷233
14. ↑  《明宣宗實錄》卷32
15. ↑  《明宣宗實錄》卷96
16. ↑  《明英宗實錄》卷111
17. ↑  《江陵八岭山明代辽简王墓发掘简报》，《考古》1995年第8期。

| 無 原因：明太祖封之   | 明衛國國王 1378年－1392年 | 空缺下一位持有相同頭銜者：恭王朱瞻埏 |
| 無 原因：明太祖改封之 | 明遼國國王 1392年－1424年 | 繼任者： 子朱貴烚                    |